# Canton de Caen-10
Le canton de Caen-10 est une ancienne division administrative française située dans le département du Calvados et la région Basse-Normandie.

## Géographie
Ce canton était organisé autour de Caen dans l'arrondissement de Caen, au sud de l'agglomération.

## Histoire
Le canton est créé par le décret no 82-132 du 5 février 1982 portant modification et création de cantons dans le département du Calvados (Caen-1 à Caen-10). Il est supprimé par le décret no 2014-160 du 17 février 2014 dans le cadre du redécoupage cantonal de 2014.

## Représentation
| Période | Période | Identité             | Étiquette | Qualité                                       |
| ------- | ------- | -------------------- | --------- | --------------------------------------------- |
| 1982    | 1992    | Jean-François Pinson | PS        |                                               |
| 1992    | 2004    | Jean Moulin          | PS        | Directeur de société, maire d'Ifs (1989-2001) |
| 2004    | 2015    | Raymond Slama        | PS        | Ancien cadre, maire d'Ifs (2001-2008)         |

Le canton participait à l'élection du député de la deuxième circonscription du Calvados.

## Composition

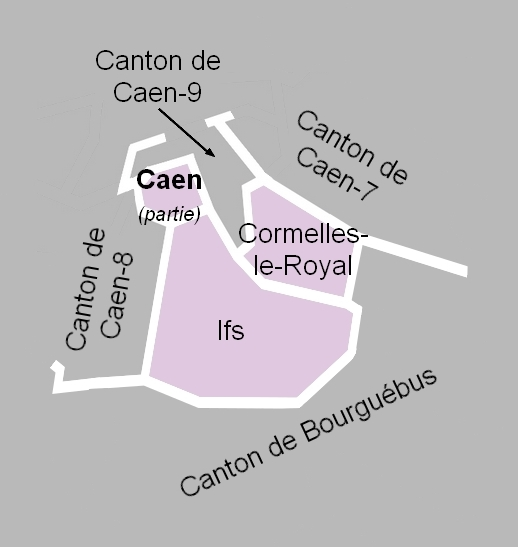
La carte de composition et localisation du canton. Les cantons limitrophes étaient ceux de Caen-9, de Caen-7, de Bourguébus et de Caen-8.

Le canton de Caen-10 comptait 23 328 habitants en 2012 (population municipale) et se composait d’une fraction de la commune de Caen et de deux autres communes :
- Caen (fraction) ;
- Cormelles-le-Royal ;
- Ifs.

Le canton était composé du quartier de la Grâce de Dieu (bureau 19). Son territoire de sa partie caennaise était officiellement déterminé, « au sud, par la limite avec la commune de Fleury-sur-Orne, puis par les axes suivants, à l'ouest : avenue d'Harcourt ; au nord, boulevard du Maréchal-Lyautey ; à l'est, rue de Falaise ».
À la suite du redécoupage des cantons pour 2015, les communes de Cormelles-le-Royal et d'Ifs sont rattachées au canton d'Ifs et la partie de Caen de ce canton est intégrée à celui de Caen-4.
Le canton de Caen-10 n'incluait aucune commune supprimée depuis 1795.

## Démographie
| 1982 | 1990   | 1999   | 2006   | 2011   | 2012   |
| ---- | ------ | ------ | ------ | ------ | ------ |
| -    | 20 352 | 22 109 | 22 807 | 22 932 | 23 328 |